# فلوريانو فانزو
فلوريانو فانزو (28 أبريل 1994 في بلجيكا - ) هو لاعب كرة قدم بلجيكي في مركز الهجوم. لعب مع فاسلاند بيفيرين ونادي بارما ونادي غوريتسا ونادي كلوب بروج وRoyale Union Tubize-Braine ‏.

## وصلات خارجية
- فلوريانو فانزو على موقع الاتحاد الأوربي (الإنجليزية)
- فلوريانو فانزو على موقع الاتحاد البلجيكي (الإنجليزية)
- فلوريانو فانزو على موقع قاعدة بيانات كرة القدم.إي يو (الإنجليزية)
- فلوريانو فانزو على موقع Soccerway.com (الإنجليزية)